# Cyamophila glycyrrhizae
Cyamophila glycyrrhizae är en insektsart som först beskrevs av Becker 1864.  Cyamophila glycyrrhizae ingår i släktet Cyamophila och familjen rundbladloppor.
Artens utbredningsområde är Iran. Inga underarter finns listade i Catalogue of Life.